# دبليو. روبرت بلير
دبليو. روبرت بلير (بالإنجليزية: W. Robert Blair) هو محامي وسياسي أمريكي، ولد في 22 أكتوبر 1930، وتوفي في 18 يناير 2014. حزبياً، نشط في الحزب الجمهوري. وقد انتخب عضو مجلس نواب إلينوي.